# Зборовская, Татьяна Владимировна
Татьяна Владимировна Зборовская  (род. 20 марта 1989 года, Москва) — российский переводчик, автор свыше 50 опубликованных работ, лауреат премии Мерк.

## Биография
Зборовская выпустилась из МГУ в 2011 году, в 2015 окончила аспирантуру по специальности «Теория языка. Психолингвистика» в Институте языкознания РАН.
Первой публикацией Зборовской стал выпущенный в 2009 году сборник «1989» с текстами Генриха Бёлля, Макса Фриша и Инго Шульце. В последующие годы Зборовская занималась преимущественно детско-юношеской литературой, в 2014 году Зборовская участвовала в мастерской германской Рабочей группы по подростковой литературе. Для издательства «Ad Marginem» переводила Теодора Адорно, Макса Хоркхаймера, Бориса Гройса и других. Сотрудничала с издательствами «АСТ», «Эксмо», «Текст», «КомпасГид», «Поляндрия», «Рипол-классик». Стипендиат многочисленных международных фондов культуры и перевода. В 2018-м была удостоена премии Мерк института Гёте за многолетний вклад в перевод немецкой философской и художественной литературы. Также в 2018 году была номинирована на премию «Ясная Поляна» за перевод романа Даниэля Кельмана «F».

Продюсер слабоумного спортсмена Вадима Филиппова (игра в го).